# Ladislav Hučko
Ladislav Hučko (16. února 1948, Prešov – 14. ledna 2025, Praha) byl slovenský duchovní Rusínské řeckokatolické církve, apoštolský exarcha v České republice a titulární biskup orejský. Jeho předchůdcem ve funkci byl Ivan Ljavinec.

## Životopis
Narodil se v Prešově v rodině řeckokatolického kněze. Z důvodu pronásledování řeckokatolické církve rodina opakovaně měnila bydliště. V roce 1966 nebyl přijat na Teologickou fakultu v Bratislavě. V letech 1966–1971 vystudoval experimentální fyziku na Přírodovědecké fakultě UPJŠ v Košicích, v roce 1972 obhájil rigorózní práci z oblasti fyziky tuhých těles a získal titul RNDr. Pro své náboženské postoje však nemohl dále působit na fakultě. V letech 1973–1989 žil v Bratislavě a věnoval se výzkumné práci v oblasti těžby ropy a plynu. Roku 1987 získal na Vysoké škole báňské v Ostravě titul kandidáta geologických věd (CSc.).
Působil v neformálních náboženských skupinách. Po roce 1989 krátce byl redaktorem v Katolíckych novinách. V letech 1990–1991 byl výkonným sekretářem Konference biskupů Slovenska. V letech 1992–2000 studoval teologii na Papežské lateránské universitě v Římě. Studia ukončil doktorátem, tématem doktorské práce byly kosmologické ideje ruských náboženských myslitelů 19. a 20. století. Na kněze byl vysvěcen 30. března 1996 Slavomirem Miklovšem, biskupem Křiževacké eparchie v Chorvatsku.
Od roku 2000 vyučoval dogmatickou teologii na Teologickém institutu v Košicích, v roce 2004 se habilitoval na docenta z oblasti dogmatické teologie. Současně vykonával službu v Geriatrickém centru sv. Lukáše v Košicích. Rok působil jako spirituál v Kněžském semináři sv. Karla Boromejského v Košicích. Založil teologický časopis Verba Theologica, který společně vydávají teologické instituty v Košicích a na Spišské Kapitule, a je jeho šéfredaktorem. V roce 1997 vydal knihu úvah a zamyšlení s názvem Život je vzťah.
Dne 24. dubna 2003 jej papež Jan Pavel II. jmenoval apoštolským exarchou pro katolíky byzantského obřadu v České republice a současně titulárním biskupem orejským. Na biskupa byl vysvěcen 31. května 2003 v Praze. V roce 2005 byl zvolen za generálního sekretáře České biskupské konference, kterým byl až do června 2011. V ČBK byl předsedou Rady pro Romy, menšiny a migranty a členem komise pro nauku víry.
Zemřel po krátké nemoci dne 14. ledna 2025 po krátké nemoci v nemocnici Na Františku v Praze. Jeho pohřební liturgie se konala dne 27. ledna 2025 v katedrále sv. Klimenta v Praze. Hlavním celebrantem liturgie byl prešovský metropolita Jonáš Maxim, kazatelem byl pražský arcibiskup Jan Graubner. Poté byly jeho ostatky převezeny do Prešova, kde byly 27. ledna téhož roku uloženy do krypty katedrály sv. Jana Křtitele v Prešově.
Na biskupském znaku měl osobní biskupské heslo: „Já jsem světlo světa“ (Jn 8,12). 